# Arvydas Skrupskis
Arvydas Skrupskis (ur. 7 września 1972) – litewski piłkarz, występujący na pozycji bramkarza, trener piłkarski.

## Kariera
Seniorską karierę rozpoczynał w Ekranasie Poniewież, debiutując w sezonie 1991/1992 w A lyga. W sezonie 1992/1993 został mistrzem Litwy. Na początku 1997 roku przeszedł do FBK Kowno. W 1999 roku zdobył drugie mistrzostwo kraju. W roku 2000 wrócił do Ekranasa, z którym zdobył Puchar Litwy (2000) i mistrzostwo Litwy (2005). Karierę zakończył po sezonie 2007.
Wystąpił w sześciu meczach reprezentacji.
W 2013 roku był menedżerem Ekranasa. W 2014 roku był asystentem trenera, a od marca do maja również tymczasowym pierwszym trenerem Daugavy Ryga.

## Statystyki ligowe
| Sezon         | Klub              | Liga   | Mecze | Gole |
| ------------- | ----------------- | ------ | ----- | ---- |
| 1991/1992     | Ekranas Poniewież | A lyga | 5     | 0    |
| 1992/1993     | Ekranas Poniewież | A lyga | 23    | 0    |
| 1993/1994     | Ekranas Poniewież | A lyga | 21    | 0    |
| 1994/1995     | Ekranas Poniewież | A lyga | 18    | 0    |
| 1995/1996     | Ekranas Poniewież | A lyga | 24    | 1    |
| 1996/1997 (j) | Ekranas Poniewież | A lyga | 14    | 2    |
| 1996/1997 (w) | FBK Kowno         | A lyga | 11    | 0    |
| 1997/1998     | FBK Kowno         | A lyga | 23    | 0    |
| 1998/1999     | FBK Kowno         | A lyga | 19    | 0    |
| 1999          | Žalgiris Kowno    | A lyga | 9     | 0    |
| 2000          | Ekranas Poniewież | A lyga | 24    | 0    |
| 2001          | Ekranas Poniewież | A lyga | 32    | 0    |
| 2002          | Ekranas Poniewież | A lyga | 29    | 0    |
| 2003          | Ekranas Poniewież | A lyga | 28    | 0    |
| 2004          | Ekranas Poniewież | A lyga | 22    | 0    |
| 2005          | Ekranas Poniewież | A lyga | 30    | 0    |
| 2006          | Ekranas Poniewież | A lyga | 32    | 0    |
| 2007          | Ekranas Poniewież | A lyga | 3     | 0    |